# Ainu (Sprache)
Ainu ist die Sprache der heute hauptsächlich in Japan auf Hokkaidō lebenden Ainu, die sich ethnisch, kulturell und sprachlich von den eigentlichen Japanern unterscheiden und lange vor den Japanern die nördlichen japanischen Inseln besiedelten. Heute gibt es noch etwa 15.000 ethnische Ainu auf Hokkaidō, von denen nur noch sehr wenige ihre angestammte Sprache sprechen. Nach Aussagen des Linguisten Alexander Vovin gab es Ende der 1980er Jahre nur noch 15 kompetente ältere Ainu-Sprecher, so dass die Sprache heute als nahezu ausgestorben gelten muss. Allerdings gibt es Tendenzen zu einer Revitalisierung.
Der Name Ainu ist eine Selbstbezeichnung und bedeutet ‚Mensch‘.
Das Ainu ist eine isolierte Sprache, also mit keiner anderen Sprache nachweislich verwandt. Es wird mit anderen sibirischen Sprachen zu der Gruppe der paläosibirischen Sprachen zusammengefasst. Die paläosibirischen Sprachen bilden jedoch keine genetische Einheit und sind nur eine rein geographische Einteilung, keine linguistische (Übersetzung: alteingesessene Sprachen Sibiriens).

## Verbreitung des Ainu

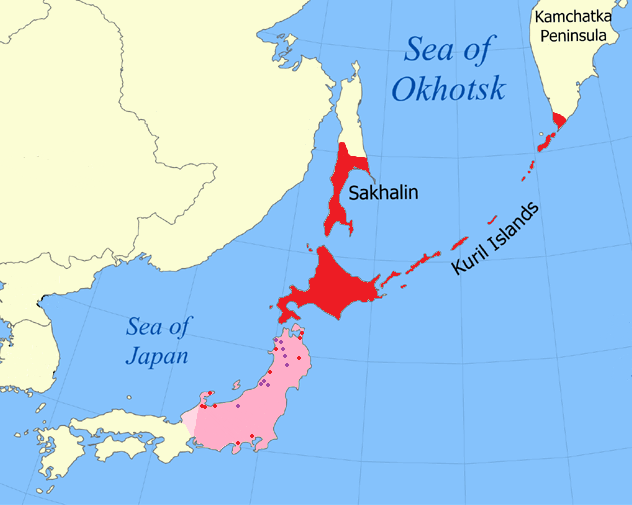
Historisch nachgewiesene (dunkelrot) und vermutete (hellrot) Verbreitung des Ainu

Das Ainu ist eine isolierte Sprache, die nur noch eine Handvoll älterer Sprecher aufweist. Allerdings gibt es eine Reihe von Maßnahmen, Ainu in Japan zu revitalisieren (siehe den nächsten Abschnitt). Die ethnische Gruppe der Ainu umfasst auf russischem Gebiet noch 1.500 Personen auf Sachalin und den Kurilen und in Japan etwa 15.000 auf Hokkaidō, dem Schwerpunkt der Ainu-Kultur. Früher war Ainu wesentlich weiter verbreitet, so wurde es – nachweislich vieler Orts- und Flussnamen, die aus der Ainu-Sprache abgeleitet sind – auch auf Kamtschatka, auf Sachalin und den Kurilen gesprochen. Auch einige geographische Bezeichnungen auf Honshū stammen möglicherweise aus der Ainu-Sprache.

## Sprachpolitische Situation in Japan
In den 1990er Jahren kam Bewegung in die Diskussion über die Stellung der Ainu-Sprachminderheit in Japan. Von 1994 bis 1998 war mit Kayano Shigeru erstmals ein Angehöriger des Volks der Ainu im japanischen Parlament vertreten. Er stellte in einem Parlamentsausschuss eine Anfrage auf Ainu, um auf die Ainu in Japan aufmerksam zu machen. 1997 wurde das Ainu-Gesetz (Ainu Shinpō) verabschiedet, wodurch sich die tatsächliche Situation des Ainu aber kaum veränderte.
Seit 1997 erscheint die Ainu Times, und 1998 ging ein Radioprogramm auf Ainu in Hokkaidō auf Sendung. Inzwischen nimmt die Zahl der Japaner zu, die Ainu lernen. In einigen Städten werden Ainu-Kurse angeboten, und es wurden verschiedene Wörterbücher herausgegeben.
Ende 2005 gründeten in Tokio lebende junge Ainu bzw. ainustämmige Japaner die Hip-Hop-Gruppe Ainu Rebels, die durch ihre Musik auf die Lage der Ainu aufmerksam machen wollen. Sie singen traditionelle Ainu-Gedichte ebenso wie Rap auf Standardjapanisch, oft begleitet von traditionellen Instrumenten wie der mukkuri (einem Instrument, meist aus Bambus, ähnlich der europäischen Maultrommel).

## Dialekte, Hoch- und Umgangssprache
Die etwa 20 Dialekte des Ainu gliedern sich nach ihren Verbreitungsgebieten in die drei Gruppen Kurilen-, Sachalin- und Hokkaidō-Dialekte. Der Taraika-Dialekt auf Sachalin weicht von den anderen ab und bildet vielleicht eine vierte Gruppe; die Hokkaidō-Dialekte weisen eine Nord-Süd-Untergruppierung auf. Am besten sind die Hokkaidō-Dialekte dokumentiert, weniger gut die Sachalin-Dialekte, zu den Kurilen-Dialekten gibt es kaum neuere Untersuchungen. Der Unterschied zwischen dem klassischen Ainu, in dem die zahlreichen Epen (Yukar) des Volkes mündlich überliefert sind, und den umgangssprachlichen Dialekten ist auch grammatisch erheblich, z. B. werden unterschiedliche Verbalaffixe verwendet, das klassische Ainu ist eine stark inkorporierende Sprache, während die Umgangssprache sich zu einem mehr analytischen Einzelworttypus verändert hat.

## Mögliche genetische Beziehungen
Die genetischen Beziehungen des Ainu sind bis heute nicht geklärt, die Mehrheit der Forscher geht von einer isolierten Sprache aus. Dennoch gibt es zahlreiche Versuche, die Verwandtschaft des Ainu mit anderen Sprachen und Sprachgruppen zu etablieren. Versuche, das Ainu mit südostasiatischen und pazifischen Sprachen zu vergleichen (Bengtson: Austronesisch, Vovin: Austroasiatisch), fanden keine größere Beachtung.
Andere Versuche vergleichen das Ainu mit den geographisch benachbarten Sprachen Japanisch und Koreanisch oder auch einigen paläosibirischen Sprachen. Shiro Hattori (1964) ordnete das Ainu einem Altaischen im weiteren Sinne zu, das außer dem Turkischen, Mongolischen und Tungusischen auch das Japanische, Koreanische und eben das Ainu enthalte. Das folgende Diagramm zeigt die Struktur dieser hypothetischen makro-altaischen Sprachfamilie. Zunächst spaltete sich demnach das Ainu ab, der Rest zerfiel in Koreanisch, Japanisch und die eigentlichen altaischen Sprachgruppen (Turkisch, Mongolisch und Tungusisch):
Makro-Altaisch nach Hattori (1964)
- Makro-Altaisch
  - Ainu
  - Altaisch-Koreanisch-Japanisch
    - Koreanisch-Japanisch
      - Koreanisch
      - Japanisch-Ryukyu

    - Altaisch
      - Mongolisch-Tungusisch
        - Tungusisch
        - Mongolisch

      - Turkisch

Eine vielbeachtete vor allem lexikalisch begründete Arbeit zu diesem Thema lieferte James Patrie (1982), nach der das Ainu zusammen mit dem Japanischen und Koreanischen neben dem Turkischen, Mongolischen und Tungusischen eine – allerdings schon vor langer Zeit aufgespaltene – vierte gleichrangige Untergruppe des Makro-Altaischen bildet.
Makro-Altaisch nach Patrie (1982)
- Makro-Altaisch
  - Japanisch-Koreanisch-Ainu
    - Ainu
    - Japanisch-Ryukyu
    - Koreanisch

  - Tungusisch
  - Mongolisch
  - Turkisch

Joseph Greenberg (2000) übernimmt für seine Makrofamilie Eurasiatisch – basierend auf Patrie – die genetische Einheit Ainu-Japanisch-Koreanisch, betrachtet sie aber nicht als Untergruppe des Altaischen, sondern als einen eigenständigen Zweig seiner eurasiatischen Makrofamilie. Seine Begründungen sind eine kritische Auswahl der Wortgleichungen von Patrie; in allen drei Sprachen gemeinsame satzbeendende Interrogativpronomen /-ka/ und /-ya/, das Kausativsuffix /-ke/ oder /-ki/, die Lokativpostposition /-ta/, pronominales Objekt /i-/ oder /e-/; für die Einbettung ins Eurasiatische zieht Greenberg vor allem die Vokalharmonie des Ainu heran, die er in seiner Darstellung ausführlich behandelt.
Trotz aller Anstrengungen auf diesem Gebiet gibt es nach wie vor keine wirklich zwingenden „Beweise“ für eine Verwandtschaft des Ainu mit einer anderen Sprache oder Sprachgruppe, die japanisch-koreanisch-altaische Hypothese (Makro-Altaisch) und Greenbergs eurasiatischer Ansatz – ähnlich übrigens schon Koppelmann (1933) – werden heute allgemein als widerlegt angesehen.
Einige Sprachwissenschaftler vermuten eine Verwandtschaft des Ainu mit den Sprachen der Ureinwohner Amerikas. So zeigte eine linguistische Analyse aus dem Jahr 2008 einige lexikale und grammatikalische Übereinstimmungen. Im Jahr 2018 zeigte die Linguistin Anna Bugaeva, eine assoziierte Professorin an der Universität Tokio und eine der wenigen Spezialisten in der Ainu-Sprache, große Übereinstimmungen in der Grammatik, Phonologie und Syntax zwischen dem Ainu und indigenen Sprachen an der Nordwestküste von Amerika auf. Sie behauptet, dass das Ainu nahe mit den athapaskischen Sprachen verwandt sei.
Eine andere, heute weniger beachtete Hypothese ist die Verwandtschaft des Ainu mit den indogermanischen Sprachen. Unterstützt wird diese These durch oberflächliche Ähnlichkeiten im Vokabular und in der Grammatik. Auch Greenberg griff diese Ähnlichkeiten im Kontext der eurasiatischen Hypothese auf, die aber heute von seriösen Sprachwissenschaftlern abgelehnt wird.

## Sprachliche Charakteristik
Eine aktuelle Übersicht über die Ainusprache bietet Shibatani (1990), worauf diese kurze Darstellung basiert.

### Phonologie
Das Ainu hat ein durchschnittliches Phoneminventar. Die Vokale sind /a,i,u,e,o/. Es gibt keinen phonemischen Kontrast zwischen Lang- und Kurzvokal. Diphthonge wie /ai/, /ui/ etc. werden zu /aj/, /uj/ und hier als [ay] bzw. [uy] transkribiert. Silbeneinleitende Vokale werden genauso wie im Deutschen mit einem vorangesetzten stimmlosen glottalen Plosiv-Laut [ʔ] ausgesprochen, z. B. aynu als ʔajnu „Person“.
Die Konsonanten sind dem folgenden Schema zu entnehmen:
|               | bilabial | labiovelar | alveolar | palatal | velar | glottal |
| ------------- | -------- | ---------- | -------- | ------- | ----- | ------- |
| Plosive       | p        |            | t        |         | k     | ʔ       |
| Affrikaten    |          |            | c        |         |       |         |
| Nasale        | m        |            | n        |         |       |         |
| Frikative     |          |            | s        |         |       | h       |
| Approximanten |          | w          |          | j       |       |         |
| Flap          |          |            | r        |         |       |         |

Dazu einige Bemerkungen: Es gibt bei den Verschlusslauten (Plosiven) keinen Kontrast „stimmlos – stimmhaft“, also keinen Unterschied z. B. zwischen [t] und [d], geschrieben wird in der lateinischen Transkription /t/. Die Kombination /ti/ kommt nicht vor, ein Finalkonsonant vor einem mit /i/ beginnenden Suffix verändert sich zu /tʃ/. Die Halbvokale /w/ und /y/ können nicht mit /u/ und /i/ verbunden werden, /wu/ und /yi/ sind also nicht möglich. In der lateinischen Transkription wird der glottale Okklusivlaut /ʔ/ – ähnlich wie im Deutschen – nicht geschrieben.
Die Aussprache der Affrikata /c/ variiert zwischen [tʃ], [ts], [dʒ] und [dz]. Der Frikativ /s/ wird als [s] oder [ʃ] realisiert, wobei [ʃ] grundsätzlich vor /i/ und am Silbenende gesprochen wird. Der Nasal /n/ wird vor /k/ zu [ŋ]. Nach /k/ und /p/ werden /r/ und /t/ stimmlos, /t/ häufig leicht frikativisiert (also [ts]).
Alle Konsonanten können silbeneinleitend vorkommen, am Silbenende sind /c/, /h/, und /ʔ/ nicht möglich. Im Sachalin-Ainu werden die finalen Okklusive /p/, /t/, /k/ zu /h/ und finales /r/ zu /h/ oder silbisch zu /rV/ (V steht für beliebigen Vokal).
Assimilation und Dissimilation spielen eine wichtige Rolle. Dazu einige Beispiele:
- akor nispa > akon nispa „unser Häuptling“
- akor tures > akot tures „unsere Schwester“
- kukor rusuy > kukon rusuy „ich will (etwas) haben“

### Satzstellung
Die Satzstellung ist SOV (Subjekt-Objekt-Verb) und wird ziemlich strikt eingehalten, da es im eigentlichen Sinne keine Kasus gibt:
- kamuy aynu rayke „der Bär tötet den Mann“
- aynu kamuy rayke „der Mann tötet den Bären“

### Nominalphrasen
Auch die Regeln der Nominalphrasenbildung werden rigide beachtet, z. B.:
- Attribut + Nomen; z. B. pirka kewtun <gut-Herz> „gutes Herz“
- Genitivattribut + Nomen; z. B. aynu cise <Mann-Haus> „das Haus des Mannes“

Neben der Positionierung im Satz helfen auch einige Postpositionen, die (meist lokale) Funktion bestimmter Satzteile deutlich zu machen, z. B. /ta/ für den Lokativ, /orun/ für den Dativ-Adessiv, /orwa/ für den Ablativ u. a.
- huci matkaci-orun upaskuma

Großmutter Mädchen-zu Geschichten-erzählen
„Großmutter erzählt dem Mädchen Geschichten“
- poro cise-ta horari

großes Haus-in er-lebt
„er lebt in einem großen Haus“

### Verbalbildung
Die Konjugation des Verbums kennt keine Tempora. Pronominale Subjekte und Objekte werden durch Affixe markiert. Hierbei unterscheiden sich die Affixe des klassischen Ainu vor allem in der 1. Person deutlich von den umgangssprachlichen Formen. Die folgenden Affixe (Präfixe und Suffixe) entstammen dem klassischen Ainu:
Subjekt- und Objekt-Marker des Verbums im klassischen Ainu
| Person | Singular | Plural | Position | Funktion           |
| ------ | -------- | ------ | -------- | ------------------ |
| 1.     | -an      | -an    | Suffix   | intransit. Subjekt |
| 1.     | a-       | a-     | Präfix   | transit. Subjekt   |
| 1.     | i-       | i-     | Präfix   | Objekt             |
| 2.     | e-       | eci-   | Präfix   | Subj./Obj.         |
| 3.     | Ø-       | Ø-     | Präfix   | Subj./Obj.         |

Damit ergeben sich folgende Formen mit Subjekt-Marker:
- itak-an „ich spreche/ wir sprechen“
- a-kore „ich gebe/ wir geben“
- e-itak „du sprichst“
- eci-itak „ihr sprecht“
- itak „er-sie spricht/ sie sprechen“

Die Subjekt- und Objektmarker bei transitivem Verb sind Präfixe, das Subjekt-Präfix steht vor dem Objekt-Präfix. Wegen des Nullmorphems in der 3. Person und der identischen Subjekt-Objekt-Marker in der 2. Person ergeben sich viele mehrdeutige Formen:
- a-e-kore „ich gebe / wir geben dich“
- a-Ø-kore „ich gebe ihn/ sie/ sie“ (pl)
- e-i-kore „du gibst mich/ uns“
- e-Ø-kore „du gibst ihn/ sie/ sie“ (pl)
- Ø-e-kore „er/ sie gibt (sie geben) dich“
- Ø-i-kore „er/ sie gibt (sie geben) mich/ uns“
- Ø-Ø-kore „er/ sie gibt (sie geben) ihn/ sie“

### Inkorporation
Wie schon erwähnt, spielt die Inkorporation (Einbindung von Nomina in Verbformen) vor allem im klassischen Ainu eine große Rolle, in der Umgangssprache werden häufig parallel nicht-inkorporierende Konstruktionen verwendet:
- asir cise ci-kar

neues Haus wir-machen (nicht inkorporierend)+
„wir bauen ein neues Haus“
- ney ta cise-kar-as

dieses-bei Haus-machen-wir (inkorporierend)
„dort bauen wir ein Haus“
- mukcaraha a-tuye

seine Brust ich-schneide (nicht inkorporierend)
- a-mukcar-tuye

ich-Brust-schneide (inkorporierend)
„ich schneide seine Brust“
In den inkorporierenden Versionen wurden die direkten Objekte cise und mukcar in die Verbalform eingebunden. Auch Nomina mit anderen Funktionen können inkorpiert werden, z. B. intransitive Subjekte, attributive und adverbiale Bestimmungen:
- kane rakko o-tumi-osma

goldener Otter BEZUG-Krieg-beginnt
„wegen des goldenen Otters beginnt der Krieg“
- nea cep a-pone-ko-kuykuy

diesen Fisch ich-Gräten-mit-esse
„ich esse diesen Fisch mit Gräten“

## Verschriftlichung
Ainu hatte lange keine Schrift, wird mittlerweile aber mit der japanischen Silbenschrift Katakana und mit dem lateinischen Alphabet geschrieben. Die einzige in Japan erscheinende ainusprachige Zeitung Ainu Times benutzt beide Schriften.
Bei der Schreibung mit dem lateinischen Alphabet werden Akzente mit einem Akut markiert, er wird aber mitunter auch weggelassen.
Im Unterschied zum Japanischen weist Ainu auch geschlossene Silben auf, weshalb bei der Verschriftlichung mit Katakana derartige Silben zur Klarstellung mit kleinen Katakana geschrieben werden. In Unicode steht seit Version 3.2 (März 2002) mit dem Unicode-Block Katakana, Phonetische Erweiterungen ein Zeichensatz mit diesen kleinen Katakana zur Verfügung.
|                 | a [a]                         | i [i]             | u [u̜]                    | e [e]                    | o [o]                    |
| --------------- | ----------------------------- | ----------------- | ------------------------ | ------------------------ | ------------------------ |
|                 | a ア [a]                      | i イ [i]          | u ウ [u̜]                 | e エ [e]                 | o オ [o]                 |
| k [k] 1         | ka カ [ka]                    | ki キ [ki]        | ku ク [ku̜]               | ke ケ [ke]               | ko コ [ko]               |
| k [k] 1         | -k ㇰ -[k̚]                    |                   |                          |                          |                          |
| s [s] ~ [ʃ]     | sa シャ/サ 2 [sa] ~ [ʃa]      | si シ [ʃi]        | su シュ/ス 2 [su̜] ~ [ʃu̜] | se シェ/セ 2 [se] ~ [ʃe] | so ショ/ソ 2 [so] ~ [ʃo] |
| s [s] ~ [ʃ]     | -s ㇱ/ㇲ 2 -[ɕ]               |                   |                          |                          |                          |
| t [t] 1         | ta タ [ta]                    | ci チ [tʃi]       | tu ト゜/ツ゜ 2 [tu̜]      | te テ [te]               | to ト [to]               |
| t [t] 1         | -t ㇳ/ッ 3 -[t̚]               |                   |                          |                          |                          |
| c [ts] ~ [tʃ] 1 | ca チャ [tsa] ~ [tʃa]         | ci チ [tʃi]       | cu チュ [tsu̜] ~ [tʃu̜]    | ce チェ [tse] ~ [tʃe]    | co チョ [tso] ~ [tʃo]    |
| n [n]           | na ナ [na]                    | ni ニ [nʲi]       | nu ヌ [nu̜]               | ne ネ [ne]               | no ノ [no]               |
| n [n]           | -n ㇴ/ン 4 -[n], -[m], -[ŋ] 5 |                   |                          |                          |                          |
| h 6 [h]         | ha ハ [ha]                    | hi ヒ [çi]        | hu フ [ɸu̜]               | he ヘ [he]               | ho ホ [ho]               |
| -h 6 -[x]       | -ah ㇵ -[ax]                  | -ih ㇶ -[iç]      | -uh ㇷ -[u̜x]             | -eh ㇸ -[ex]             | -oh ㇹ -[ox]             |
| p [p] 1         | pa パ [pa]                    | pi ピ [pi]        | pu プ [pu̜]               | pe ペ [pe]               | po ポ [po]               |
| p [p] 1         | -p ㇷ゚ -[p̚]                    |                   |                          |                          |                          |
| m [m]           | ma マ [ma]                    | mi ミ [mi]        | mu ム [mu̜]               | me メ [me]               | mo モ [mo]               |
| m [m]           | -m ㇺ -[m]                    |                   |                          |                          |                          |
| y [j]           | ya ヤ [ja]                    |                   | yu ユ [ju̜]               | ye イェ [je]             | yo ヨ [jo]               |
| r [ɾ]           | ra ラ [ɾa]                    | ri リ [ɾi]        | ru ル [ɾu̜]               | re レ [ɾe]               | ro ロ [ɾo]               |
| r [ɾ]           | -ar ㇻ2 -[aɾ]                 | -ir ㇼ2 -[iɾ]     | -ur ㇽ2 -[u̜ɾ]            | -er ㇾ2 -[eɾ]            | -or ㇿ2 -[oɾ]            |
| r [ɾ]           | -r ㇽ2 -[ɾ]                   |                   |                          |                          |                          |
| w [w]           | wa ワ [wa]                    | wi ウィ/ヰ 2 [wi] |                          | we ウェ/ヱ 2 [we]        | wo ウォ/ヲ 2 [wo]        |

1: k, t, c, p werden manchmal als [ɡ], [d], [dz] ~ [dʒ], [b], realisiert. Dies ist nicht bedeutungsverändernd, klingt aber maskuliner. Diese stimmhaften Konsonanten können auch als g, d, j, dz, b bzw. ガ, ダ, ヂャ, ヅァ, バ usw. geschrieben werden.
2: Beide gemäß der eigentlichen Aussprache oder Präferenz des Schreibenden.
3: ッ ist das finale t am Wortende, z. B. pet = ペッ = ペㇳ. In der Wortmitte ist es ein Endkonsonant, der dem Anlaut der nächsten Silbe mit selben Wert vorangeht, z. B. orta /⁠otːa⁠/ = オッタ. オㇿタ wird nicht empfohlen.
4: Am Wortende kann n entweder als ㇴ oder ン geschrieben werden; in der Wortmitte als ン, z. B. tan-mosir = タンモシㇼ = タㇴ+モシㇼ, aber nicht タㇴモシㇼ.
5: [m] vor [p], [ŋ] vor [k], [n] sonst. Entgegen dem Japanischen wird es nicht zu anderen Lauten wie Nasalvokal.
6: Das Anfangs-h [h] und das End-h [x] sind unterschiedliche Phoneme. Das End-h existiert nur im Sachalin-Dialekt.
Das auslautende [ɪ] wird in lateinischer Umschrift als y und in Katakana als kleines ィ geschrieben; das auslautende [ʊ] als w bzw. kleines ゥ und [ae] als ae bzw. アエ oder アェ.
Beispiel mit Anfangs-k:
| [kaɪ] | [ku̜ɪ] | [koɪ] | [kaʊ] | [kiʊ] | [keʊ] | [koʊ] | [keɪ] |
| ----- | ----- | ----- | ----- | ----- | ----- | ----- | ----- |
| kay   | kuy   | koy   | kaw   | kiw   | kew   | kow   | key   |
| カィ  | クィ  | コィ  | カゥ  | キゥ  | ケゥ  | コゥ  | ケィ  |

Da diese Regel systematisch angewandt wird, stehen einige Katakana-Kombinationen für andere Laute als in der japanischen Sprache:
|           | ウィ       | クィ          | スィ  | ティ  | トゥ  | フィ  |
| --------- | ---------- | ------------- | ----- | ----- | ----- | ----- |
| Ainu      | [wi], [u̜ɪ] | [ku̜ɪ]         | [su̜ɪ] | [teɪ] | [toʊ] | [ɸu̜ɪ] |
| Japanisch | [wi]       | [kɰi] ~ [kwi] | [si]  | [ti]  | [tɯ]  | [ɸi]  |

Der Sachalin-Dialekt kennt lange Vokale. Diese werden in der lateinischen Umschrift mit einem Zirkumflex oder Makron gekennzeichnet und in Katakana mit einem Chōon.

### Überblick
- Ernst Kausen: Ainu. In: Die Sprachfamilien der Welt. Teil 1: Europa und Asien. Buske, Hamburg 2013, ISBN 978-3-87548-655-1, S. 427–434.

### Grammatiken
- Hans Adalbert Dettmer: Ainu-Grammatik. (2 Bände). Harrassowitz, Wiesbaden 1989/1997.
- Kirsten Refsing: The Ainu Language: The Morphology and Syntax of the Shizunai Dialect. Aarhus University Press, 1986, ISBN 87-7288-020-1.
- Suzuko Tamura: The Ainu Language. Sanseido, Tokyo 2000, ISBN 4-385-35976-8.
- Masayoshi Shibatani: The Languages of Japan. Cambridge University Press, 1990 (darin zur Ainu-Sprache S. 1–86).
- Alexander Vovin: A Reconstruction of Proto-Ainu. Brill, Leiden 1993, ISBN 90-04-09905-0.

### Wörterbuch
- John Batchelor: An Ainu-English-Japanese Dictionary (Including a Grammar of the Ainu Language). 2. Auflage. Methodist Publishing House, Tokio 1905

### Genetische Beziehungen
- John D. Bengtson: Review of James Patrie 1982. In: Mother Tongue, IV, 1998.
- Joseph Greenberg: Indo-European and Its Closest Relatives. Volume 1. Grammar. Stanford University Press 2000.
- Yoshizo Itabashi: Some Morphological Parallels between Ainu and Austronesian. In: Mother Tongue, IV, 1998.
- Heinrich Koppelmann: Die Eurasische Sprachfamilie. Carl Winter, Heidelberg 1933.
- Peter Norquest: The Contact and Genetic Relationship of Ainu. In: Mother Tongue, IV, 1998.
- James Patrie: The Genetic Relationship of the Ainu Language. The University Press of Hawaii, Honolulu 1982.
- Paul Sidwell: The External Relations of Ainu: Problems and Prospects. In: Mother Tongue, IV, 1998.